# ريسا إيشيباشي
ريسا إيشيباشي (3 فبراير 1990 - ) هي لاعبة كرة طائرة يابانية.

## وصلات خارجية
- ريسا إيشيباشي على موقع الدوري الياباني (مؤرشف) (اليابانية)